# Enslaved
Enslaved – norweska grupa wykonująca przez znaczny okres działalności muzykę z pogranicza black i viking metalu. W latach późniejszych w twórczości wystąpiły odniesienia do niejednoznacznego metalu progresywnego. Zespół powstał w 1991 roku w Haugesund z inicjatywy Ivara Bjørnsona i Grutle Kjellsona, którzy pozostają jednymi członkami oryginalnego składu. Nazwa grupy została zaczerpnięta od utworu zespołu blackmetalowego Immortal – „Enslaved in Rot”.
Do 2010 grupa wydała jedenaście albumów studyjnych i szereg pomniejszych wydawnictw pozytywnie ocenianych zarówno przez krytyków muzycznych, jak i publiczność. Prawdopodobnie największą popularnością Enslaved cieszy się w rodzimej Norwegii, gdzie trzy ostatnie płyty formacji były notowane na tamtejszej liście przebojów VG-Lista. Ponadto zespół czterokrotnie otrzymał nagrodę norweskiego przemysłu fonograficznego Spellemannprisen.
Teksty utworów są pod silnym wpływem mitologii nordyckiej, z wyjątkiem środkowego okresu twórczości grupy. Początkowo pisane były w języku islandzkim i staronordyjskim aż do 2001 roku, odkąd pisane są głównie po angielsku.

## Historia

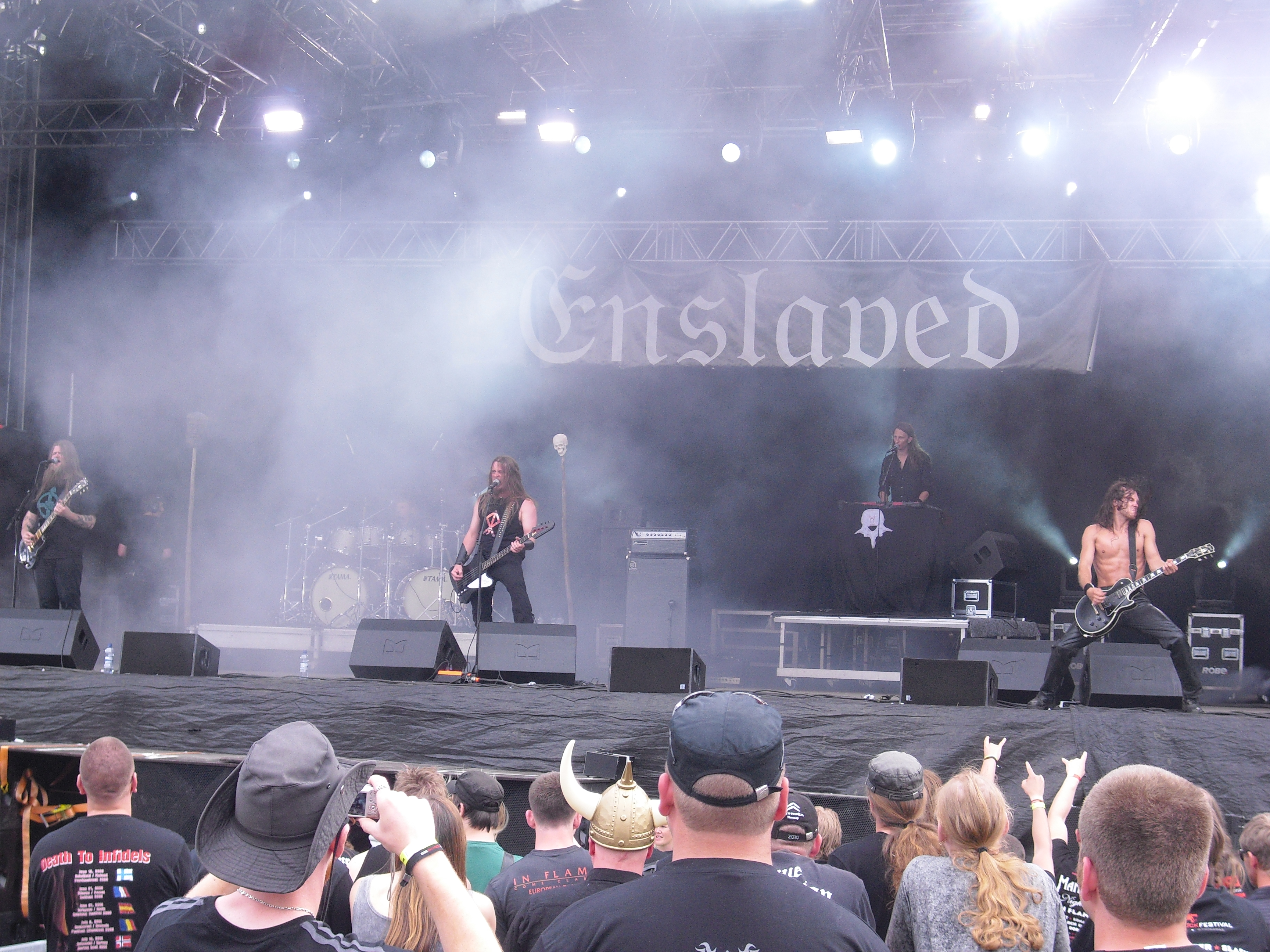
Enslaved podczas koncertu na festiwalu Norway Rock Festival 9 lipca 2010 roku

Został założony w maju 1991 roku w norweskim miasteczku Haugesund przez Ivara Bjørnsona i Grutle Kjellsona, mających odpowiednio po 13 i 17 lat. Ówczesny skład współtworzył także perkusista Hein Frode Hansen w latach późniejszych związany z Theatre of Tragedy. Początkowo wykonywali death metal pod nazwą Phobia, ciągle poszukując swojego stylu w czasie rozkwitu black metalu w Norwegii. Ostatecznie przybrali ten nurt, jednak w przeciwieństwie do innych grup tego typu ich muzyka miała znamiona progresji. Jeszcze w 1991 roku nowym perkusistą został Kai Johnny Mosaker znany w latach późniejszych jako Trym Torson. Pierwszy koncert Enslaved odbył się 30 listopada w Haugesund. Następnie grupa zarejestrowała pierwsze demo zatytułowane Nema. Na wydanej w grudniu kasecie znalazły się cztery autorskie kompozycje. Rok później ukazało się drugie demo pt. Yggdrasill. Kaseta licząca sześć utworów została nagrana w studiu Micro Music.
W 1993 roku nakładem Candlelight Records ukazał się pierwszy minialbum Enslaved pt. Hordanes Land. Jeszcze tego samego roku nagrania ukazały się jako split z formacją Emperor. Pierwszy album studyjny zespołu zatytułowany Vikingligr Veldi ukazał się w lutym 1994 roku nakładem wytwórni muzycznej Deathlike Silence Productions. Materiał został zadedykowany pamięci zamordowanego w 1993 roku lidera Mayhem – Øysteina „Euronymousa” Aarsetha. Natomiast w sierpniu tego samego roku zostały wydany drugi album pt. Frost. Nagrania zarejestrowane w Grieghallen Studios ukazały się dzięki firmie Osmose Productions. W 1995 roku grupę opuścił Trym Torson, który dołączył do Emperor. Nowym perkusistą został Harald Helgeson. Tego samego roku demo Yggdrassil ukazało się jako split z zespołem Satyricon. Materiał ukazał się nakładem Moonfog Productions. 7 kwietnia 1997 roku ponownie dzięki Osmose Productions ukazał się trzeci album studyjny formacji zatytułowany Eld. Główne partie instrumentalne zostały nagrane w Grieghallen Studios. Natomiast sample dograno w Traeen Turbo Sound. Po wydaniu płyty z zespołu odszedł Helgeson, którego zastąpił Per „Dirge Rep” Husebø. Skład został poszerzony także o drugiego gitarzystę, którego funkcję objął Roy Kronheim. Rok później ukazał się czwarty album studyjny pt. Blodhemn. Wydawnictwo zostało zarejestrowane w szwedzkich The Abyss Studios we współpracy z producentem muzycznym Peterem Tägtgrenem. 3 października 2000 został wydany piąty album studyjny zespołu zatytułowany Mardraum: Beyond the Within. Sesja nagraniowa odbyła się ponownie w The Abyss Studios. Płyta przyniosła formacji pierwszą nominację do nagrody Spellemannprisen – nagrody norweskiego przemysłu muzycznego.
Piąty album Enslaved pt. Monumension został wydany 27 listopada 2001 roku. Była to kolejna płyta formacji nagrana w Grieghallen Studios, a zmiksowana w studiu Duper. W 2002 po zakończonej trasie koncertowej w Wielkiej Brytanii grupę opuścił gitarzysta Roy Kronheim. Nowy członkiem został Arve Isdal, który początkowo pełnił funkcję muzyka sesyjnego. Koncertowy skład uzupełnił także klawiszowiec Øyvind Madsen. 14 kwietnia 2003 roku ukazał się szósty album studyjny formacji pt. Below the Lights. Wszystkie kompozycje nagrano w Grieghallen Studios. Natomiast miksowanie i mastering odbył się w Duper Studios. Po nagraniach skład opuścił Per „Dirge Rep” Husebø, którego zastąpił Cato Bekkevold. Natomiast 1 sierpnia nakładem Metal Mind Productions ukazał się album DVD zatytułowany Live Retaliation. Na wydawnictwie znalazł się koncert Enslaved zarejestrowany krakowskim studiu telewizyjnym na Krzemionkach 7 października 2002 roku. W 2004 roku Madsena zastąpił Herbrand Larsen. W międzyczasie muzycy podpisali nowy kontrakt wydawniczy, tym razem z rodzimą firmą Tabu Recordings. Następnie 1 listopada został wydany ósmy album zatytułowany Isa. Sesja nagraniowa odbyła się w Grieghallen Studios we współpracy z producentem muzycznym Eirikiem „Pyttenem” Hundvinem. Gościnnie na płycie wystąpili m.in. lider Immortal – Olve „Abbath” Eikemo, Ted „Nocturno Culto” Skjellum z Darkthrone oraz Dennis Reksten z nowofalowego zespołu Elektrisk Regn. W ramach promocji do tytułowego utworu został nagrany teledysk, który wyreżyserował Asle Birkeland. Materiał przyniósł zespołowi także kolejną nominację do Spellemannprisen. Na początku 2005 roku formacja otrzymała nagrodę norweskiego przemysłu fonograficznego Spellemannprisen za płytę Isa. 12 września tego samego roku ukazało się drugie wydawnictwo DVD formacji pt. Return to Yggdrasill. Na płycie znalazł się występ zespołu zarejestrowany 4 maja 2005 roku w Bergen.

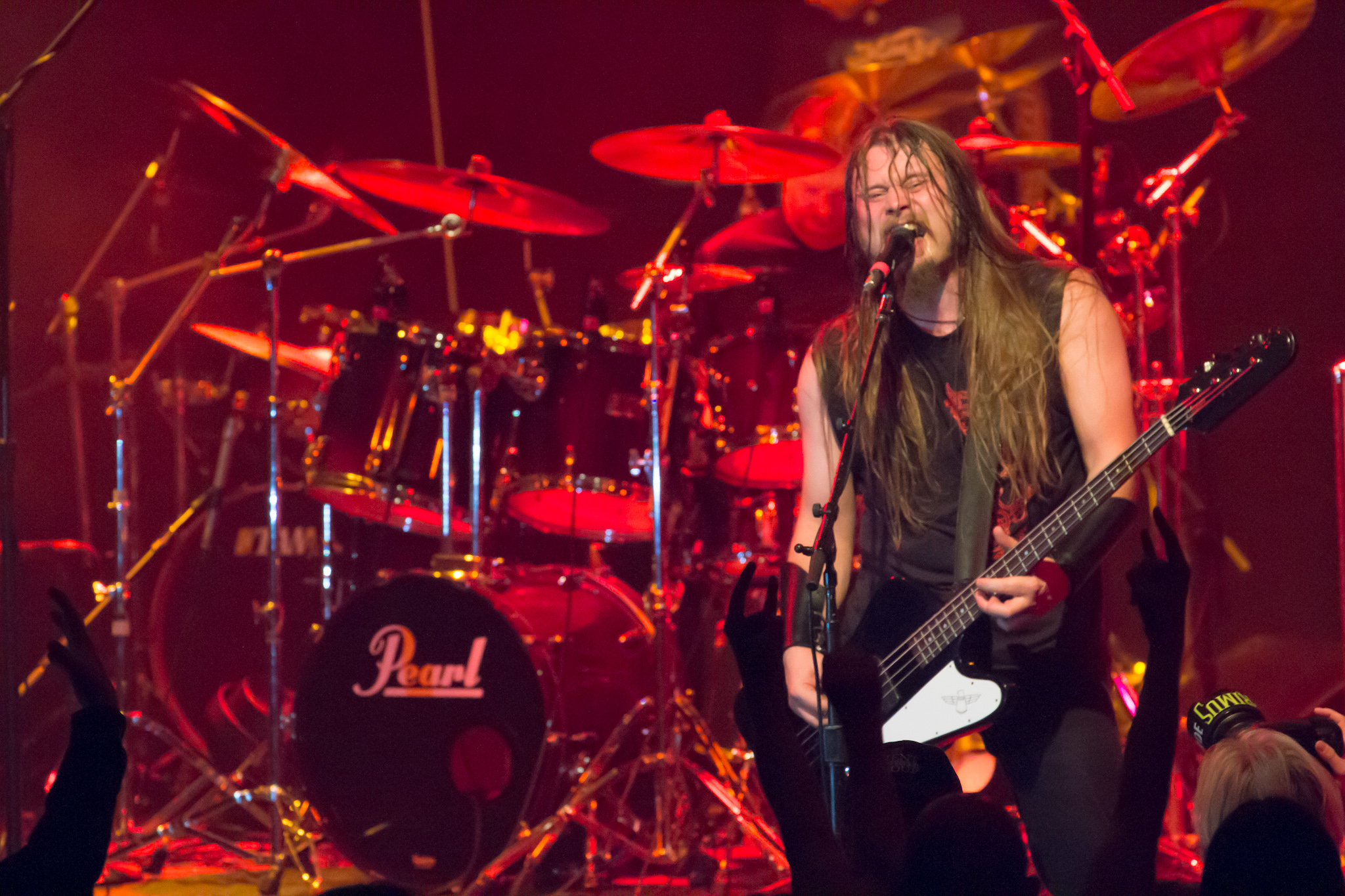
Enslaved podczas koncertu na festiwalu Barge to Hell w 2012 roku

22 maja 2006 roku nakładem wytwórni Candlelight Records ukazał się dziewiąty album grupy pt. Ruun. Materiał został zarejestrowany w studiach Amper Tone i Earshot Studios. Z kolei miksowanie odbyło się w Propeller Music Division. Nagrania były promowane teledyskiem do utworu „Path To Vanir” w reżyserii Asle Birkelanda. Ciesząca się popularnościa płyta dotarł do 38. miejsca listy U.K. Indie Chart w Wielkiej Brytanii. Z kolei w rodzimej Norwegii Runn uplasowała się na 23. miejscu. W 2007 roku zespół otrzymał drugą w historii działalności nagrodę Spellemannprisen za wydawnictwo Ruun. Tego samego roku został opublikowany kolejny teledysk promujący płytę, a zrealizowany do utworu „Essence”. Dziesiąta płyta zespołu pt. Vertebrae ukazała się 29 września 2008 roku dzięki Indie Recordings i Nuclear Blast. Sesja nagraniowa odbyła się w studiach Propeller Music Division, Amper Tone, Earshot Studios i Peersonal Sound. Miksowanie wykonał Joe Barresi znany m.in. ze współpracy z grupami Tool i Queens of the Stone Age. W ramach promocji do pochodzącego z płyty utworu „The Watcher” został zrealizowany teledysk, który wyreżyserował Patric Ullaeus. Album dotarł do 20. miejsca norweskiej listy przebojów. Ponadto po raz pierwszy nagrania Enslaved trafiły na listę Billboard Top Heatseekers, gdzie uplasowały się na 49. miejscu. W 2009 roku po raz trzeci muzycy zostali uhonorowani nagrodą Spellemannprisen za płytę Vertebrae. 27 września 2010 roku ukazał się jedenasty album studyjny zespołu zatytułowany Axioma Ethica Odini. Materiał został nagrany w studiach Earshot, Peersonal Sound i Duper. Natomiast oprawę graficzną przygotował norweski artysta Truls Espedal. Płyta dotarła do 11. miejsca norweskiej listy sprzedaży. Z kolei w USA Axioma Ethica Odini uplasowała się na 16. miejscu listy Top Heatseekers. Pod koniec roku zespół dał szereg koncertów w Europie w ramach Darkness Reborn Tour 2010. Muzycy uczestniczyli w trasie wraz z grupami Dimmu Borgir i Sahg. Na początku 2011 roku Enslaved po raz czwarty otrzymał nagrodę Spellemannprisen za album Axioma Ethica Odini.

## Muzycy
| Obecny skład zespołu - Grutle Kjellson – śpiew, gitara basowa (od 1991) - Ivar Bjørnson – gitara, instrumenty klawiszowe (od 1991) - Arve Isdal – gitara (od 2002) - Cato Bekkevold – perkusja (od 2003) | Byli członkowie zespołu - Per „Dirge Rep” Husebø – perkusja (1997-2003) - Freddy Bolsø – perkusja (2002-2004) - Harald Helgeson – perkusja (1995-1997) - Øyvind Madsen – instrumenty klawiszowe (2002-2004) - Roy Kronheim – gitara (1997-2002) - Trym Torson – perkusja (1991-1995) - Herbrand Larsen – instrumenty klawiszowe, śpiew (2004-2016) |

## Dyskografia
Albumy studyjne
| Vikingligr Veldi                        | - Data: 22 lutego 1994 - Wydawca: Deathlike Silence      | –  | –  | –   | –   | –  | –  |                  |
| Frost                                   | - Data: 4 sierpnia 1994 - Wydawca: Osmose                | –  | –  | –   | –   | –  | –  |                  |
| Eld                                     | - Data: 7 kwietnia 1997 - Wydawca: Osmose/SPV            | –  | –  | –   | –   | –  | –  |                  |
| Blodhemn                                | - Data: 1998 - Wydawca: Osmose/SPV                       | –  | –  | –   | –   | –  | –  |                  |
| Mardraum: Beyond the Within             | - Data: 3 października 2000 - Wydawca: Osmose/Necropolis | –  | –  | –   | –   | –  | –  |                  |
| Monumension                             | - Data: 27 listopada 2001 - Wydawca: Osmose/SPV          | –  | –  | –   | –   | –  | –  |                  |
| Below the Lights                        | - Data: 14 kwietnia 2003 - Wydawca: Osmose/The End       | –  | –  | –   | –   | –  | –  |                  |
| Isa                                     | - Data: 1 listopada 2004 - Wydawca: Tabu                 | –  | –  | –   | –   | –  | –  |                  |
| Ruun                                    | - Data: 22 maja 2006 - Wydawca: Tabu/Candlelight         | 23 | –  | –   | –   | –  | –  |                  |
| Vertebrae                               | - Data: 29 września 2008 - Wydawca: Indie/Nuclear Blast  | 20 | 49 | –   | –   | –  | –  | - USA: 1,1 tys.+ |
| Axioma Ethica Odini                     | - Data: 27 września 2010 - Wydawca: Indie/Nuclear Blast  | 11 | 16 | –   | –   | –  | –  | - USA: 2,6 tys.+ |
| RIITIIR                                 | - Data: 28 września 2012 - Wydawca: Indie/Nuclear Blast  | 15 | 8  | 180 | 118 | 47 | 72 | - USA: 3,8 tys.+ |
| In Times                                | - Data: 6 marca 2015 - Wydawca: Nuclear Blast            | 28 | 4  | 133 | 122 | 39 | 66 | - USA: 2,9 tys.+ |
| E                                       | - Data: 13 października 2017 - Wydawca: Nuclear Blast    | 12 | –  | –   | 155 | –  | 80 |                  |
| Utgard                                  | - Data: 2 października 2020 - Wydawca: Nuclear Blast     | –  | –  | –   | –   | 42 | 30 |                  |
| „–” oznacza, że album nie był notowany. |                                                          |    |    |     |     |    |    |                  |

Minialbumy
| Tytuł             | Dane dot. albumu                               |
| ----------------- | ---------------------------------------------- |
| Hordanes Land     | - Data: maj 1993 - Wydawca: Candlelight        |
| The Sleeping Gods | - Data: 10 maja 2011 - Wydawca: Scion A/V      |
| Thorn             | - Data: 27 sierpnia 2011 - Wydawca: Soulseller |

Dema
| Tytuł      | Dane dot. albumu                                |
| ---------- | ----------------------------------------------- |
| Nema       | - Data: grudzień 1991 - Wydawca: wydanie własne |
| Yggdrasill | - Data: czerwiec 1992 - Wydawca: wydanie własne |

Albumy wideo
| Tytuł                | Dane dot. albumu                                  |
| -------------------- | ------------------------------------------------- |
| Live Retaliation     | - Data: 1 sierpnia 2003 - Wydawca: Metal Mind/MVD |
| Return to Yggdrasill | - Data: 12 września 2005 - Wydawca: Tabu          |

Splity
| Tytuł                                | Dane dot. albumu                                                  | Uwagi               |
| ------------------------------------ | ----------------------------------------------------------------- | ------------------- |
| Emperor/Hordanes Land                | - Data: 12 października 1993 - Wydawca: Candlelight/Century Black | - split z Emperor   |
| The Forest Is My Throne / Yggdrassil | - Data: 1995 - Wydawca: Moonfog                                   | - split z Satyricon |

## Teledyski

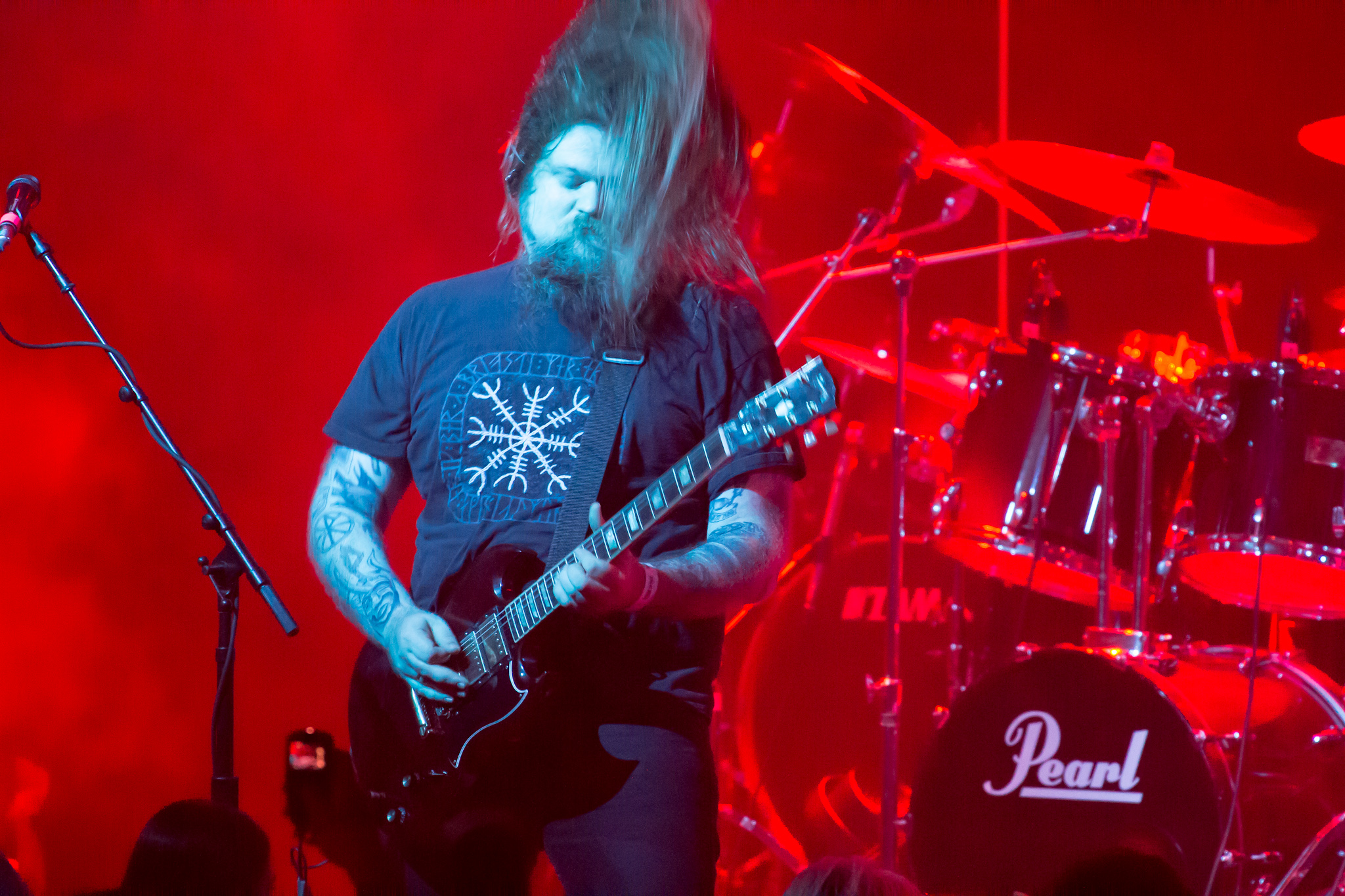
Enslaved podczas koncertu na festiwalu Barge to Hell w 2012 roku

| Tytuł                   | Rok  | Reżyseria/Realizacja  | Album                | Źródło |
| ----------------------- | ---- | --------------------- | -------------------- | ------ |
| „Isa”                   | 2004 | Asle Birkeland        | Isa                  | [ 27 ] |
| „Bounded By Allegiance” | 2005 | –                     | Return To Yggdrasill | [ 27 ] |
| „Path To Vanir”         | 2006 | Asle Birkeland        | Ruun                 | [ 28 ] |
| „Essence”               | 2007 | –                     | Ruun                 | [ 27 ] |
| „The Watcher”           | 2008 | Patric Ullaeus        | Vertebrae            | [ 29 ] |
| „Thoughts Like Hammers” | 2012 | Jerome Siegelaer      | RIITIIR              | [ 30 ] |
| „Riitiir”               | 2015 | Christian Skodjereite | RIITIIR              | [ 27 ] |

## Nagrody i wyróżnienia

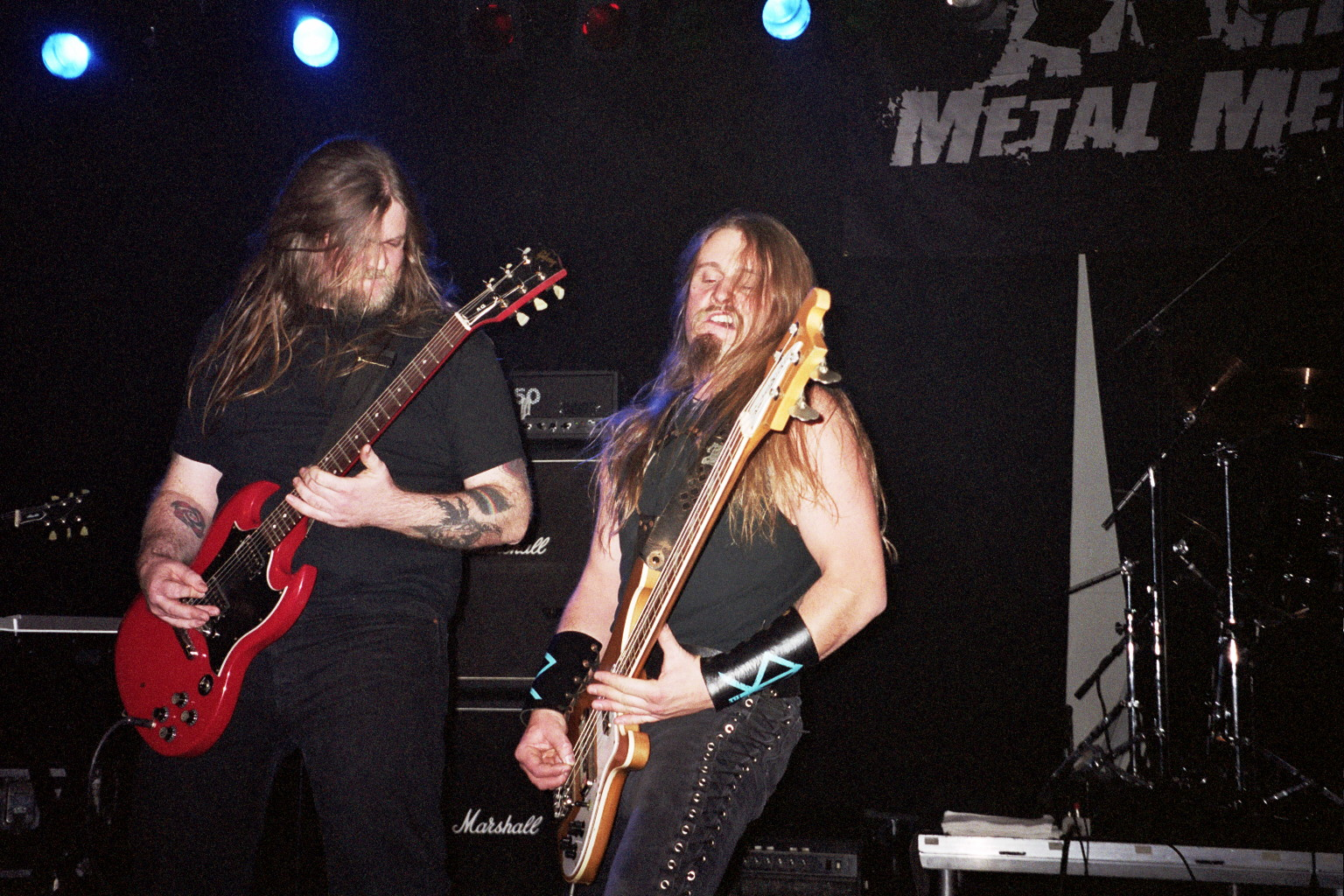
Enslaved podczas koncertu w ramach Arnhem Metal Meeting w Holandii 27 listopada 2005 roku

| Rok  | Kategoria                  | Tytułem                     | Nagroda                         | Uwagi      |
| ---- | -------------------------- | --------------------------- | ------------------------------- | ---------- |
| 2001 | Hard rock                  | Mardraum: Beyond the Within | Spellemannprisen, 2000          | Nominacja  |
| 2004 | Metal                      | Below the Lights            | Spellemannprisen, 2003          | Nominacja  |
| 2004 | Metal                      | Below the Lights            | Alarmprisen                     | Nominacja  |
| 2005 | Metal                      | Isa                         | Spellemannprisen, 2004          | Laur       |
| 2005 | The Best Black Metal Album | Isa                         | Metal Storm Awards 2004         | 1. miejsce |
| 2005 | Metal                      | Isa                         | Alarmprisen                     | Laur       |
| 2007 | Metal                      | Ruun                        | Spellemannprisen, 2006          | Laur       |
| 2007 | The Best Black Metal Album | Ruun                        | Metal Storm Awards 2006         | 2. miejsce |
| 2009 | Metal                      | Vertebrae                   | Spellemannprisen, 2008          | Laur       |
| 2009 | Album roku 2008            | Vertebrae                   | Plebiscyt magazynu Terrorizer   | 1. miejsce |
| 2011 | The Best Black Metal Album | Axioma Ethica Odini         | Metal Storm Awards 2010         | 1. miejsce |
| 2011 | Metal                      | Axioma Ethica Odini         | Spellemannprisen, 2010          | Laur       |
| 2012 | Metal                      | RIITIIR                     | Spellemannprisen, 2011          | Nominacja  |
| 2016 | Metal                      | In Times                    | Spellemannprisen, 2015          | Nominacja  |
| 2016 | Best Underground Band      | Enslaved                    | Metal Hammer Golden Gods Awards | Laur       |